# Włodzimierz Lindeman
Włodzimierz Lindeman, Władimir Karłowicz Lindeman (ros. Владимир Карлович Линдеман, ukr. Володимир Карлович Ліндеман, ur. 30 lipca?/11 sierpnia 1868 w Pietrowsko-Razumowskoje pod Moskwą, zm. 18 kwietnia 1933 w Warszawie) – rosyjski i polski lekarz patolog, profesor Uniwersytetu Kijowskiego i Warszawskiego Instytutu Weterynaryjnego, kierownik i doradca naukowy pracowni fizjopatologicznej Wojskowego Instytutu Przeciwgazowego, autor kilkudziesięciu prac naukowych w językach rosyjskim, niemieckim, francuskim i polskim, w tym dwutomowego podręcznika patologii.

## Życiorys
Syn rosyjskiego Niemca, entomologa Karla Eduardowicza Lindemana (1844–1928), i jego żony Marii Gerasimow (zm. 1907). Po ukończeniu gimnazjum w Moskwie w 1888 roku podjął studia medyczne na Uniwersytecie Moskiewskim. W 1893 ukończył je cum eximia laude i w 1896 roku otrzymał tytuł doktora medycyny. Od 1897 docent prywatny na Uniwersytecie w Moskwie w klinice patologii u Aleksandra Fochta. W następnych latach wyjechał uzupełniać studia za granicą, kształcił się m.in. w Królewcu, we Fryburgu, Strasburgu, w Instytucie Fizjologicznym w Monachium, Stacji Zoologicznej w Neapolu, i w laboratorium Miecznikowa w Paryżu. W 1901 roku otrzymał nominację na profesora patologii na Uniwersytecie w Kijowie. Był też kierownikiem zakładu medycyny doświadczalnej i dyrektorem Instytutu Bakteriologicznego (od 1910 do 1922). W 1916 roku mianowany rzeczywistym radcą stanu.
W zakładzie patologii pod kierownictwem Lindemana pracowało naukowo wielu lekarzy, którzy opublikowali pod jego kierownictwem ponad 50 prac. Wśród uczniów Lindemana byli Miram, Waszetko, Ziwert, Krontowski, Czerniachiwski, Timofiejew, Gubergric, Iszczenko, Hoffman, Januszkiewicz, Sparrow, Trzebiński i Żebrowski.
W 1920 roku za pośrednictwem polskich żołnierzy stacjonujących w Kijowie zgłosił się do prof. Jankowskiego, z propozycją pracy dla Wojska Polskiego. W maju 1922 roku pieszo przedostał się do Polski. Został zatrudniony w Oddziale II Sztabu Generalnego, najpierw w Szkole Gazowej przy ul. Ludnej, od grudnia 1922 kierownik w Laboratorium Instytutu Badawczego Broni Chemicznej. W 1925 roku otrzymał polskie obywatelstwo. Od 1924 był profesorem patologii ogólnej i anatomii patologicznej w Warszawskim Instytucie Weterynaryjnym. W 1931 roku powołany na katedrę patologii ogólnej Uniwersytetu Jagiellońskiego, jednak nie zdążył już jej objąć. Zmarł w Szpitalu Dzieciątka Jezus w Warszawie 18 kwietnia 1933 roku, przyczyną zgonu był udar mózgu. Pochowany został 20 kwietnia 1933 na cmentarzu prawosławnym na Woli.
Polski lekarz Adam Kwaskowski w swoich wspomnieniach ze studiów medycznych w Kijowie pisał o nim: „Profesor słynął na cały uniwersytet. Był wysokim, mocno zbudowanym mężczyzną z jasnym, wysokim czołem, gęstą czarną czupryną i sporą brodą, robił imponujące wrażenie. Lindeman i Obrazcow niecierpieli się i rywalizowali ze sobą. Lindeman wytykał Obrazcowowi, że jego przedmiot wykładowy klinika chorób wewnętrznych – to jest nienaukowe szamaństwo. Lindeman liczył się tylko z Wysokowiczem. Dla Polaków był zresztą zawsze usposobiony przychylnie. Wobec studentów był wymagający, napisał dla nich podręcznik patologii w 2 tomach bardzo trudnym stylem. Profesor twierdził, że inne podręczniki lekarskie dla studentów nie są pisane językiem naukowym, jedynie jego podręcznik odpowiada temu wymaganiu (...)”.

## Wybrane prace
- Zur Frage über die Innervation der Schilddrüse. Centralblatt für allgemeine Pathologie und pathologische Anatomie 2 (8), ss. 321-322 (1891)
- Ueber die antitoxische Wirkung der Schilddrüse. Centralblatt für allgemeine Pathologie und pathologische Anatomie 2 (13) (1891)
- О рвоте беременных (1894)
- О влиянии перевязки мочеточников на строение и функции почки. Дисс. М., 1896
- Ueber die Löslichkeitsverhältnisse des Paracaseins im künstlichen Magensafte[6]. (1897)
- Ueber das Verhalten der Schilddrüse beim Icterus. Archiv für Pathologische Anatomie und Physiologie und für Klinische Medicin 149 (2), ss. 202-216 (1897)
- Ueber pathologische Fettbildung. Beiträge zur pathologischen Anatomie und allgemeinen Pathologie 25, ss. 392-430 + 1 pl. (1898)
- Ueber das Pulegon. Arch. fur exper. Pathologie (1898)
- Ueber die Secretionserscheinungen der Giftdrüse der Kreuzotter[7]. (1898)
- Zur Toxikologie der organischen Phosphorverbindungen[8]. (1898)
- Ueber die Veränderungen des Gesammtstoffwechsels bei Vergiftung mit Pulegon. Zeitschrift für Biologie 21, ss. 1-17 (1899)
- Ueber die Wirkungen des Oleum Pulegii. Naunyn-Schmiedeberg Archiv 42 (5/6), ss. 356-374 (1899)
- Ueber die Wirkung des Phosphors und des Pulegons auf die Cephalopoden. Beiträge zur pathologischen Anatomie und allgemeinen Pathologie 27, ss. 484-490 (1900)
- Sur l'action de quelques poisons renaux. Annales de l'Instit. Pasteur (1900)
- Цитолизины как причина токсических нефритов. М., 1901
- Этиология малярии. К.: Тип. ун-та Св. Владимира АО печат. и изд. дела Н.Т. Корчак-Новицкого, 1903
- Ueber die Resorption in der Niere. Beiträge zur pathologischen Anatomie und allgemeinen Pathologie (1904)
- Механизм мочеотделения. Киев: Тип. ун-та Св. Владимира АО печат. и изд. дела Н.Т. Корчак-Новицкого, 1908
- Beiträge zur Theorie der Harnabsonderung. Naunyn-Schmiedeberg Archiv 59 (2/3), ss. 196-208 (1908)
- Учебник общей патологии. Т. 1: Введение в предмет. Общая нозология. Общая этиология. Киев: Тип. ун-та Св. Владимира АО печат. и изд. дела Н.Т. Корчак-Новицкого, 1910
- Учебник общей патологии. Т. 2: Общий патогенез. Киев: Тип. ун-та Св. Владимира АО печат. и изд. дела Н.Т. Корчак-Новицкого, 1911
- Краткий курс медицинской зоологии. Киев: Тип. ун-та Св. Владимира АО печат. и изд. дела Н.Т. Корчак-Новицкого, 1912
- Zur Lehre von den Funktionen der Niere[9].  (1914)
- Zur Lehre von den Funktionen der Niere. Monatsschrift Kinderheilkunde 14 (1), ss. 618-656 (1914)
- Walka chemiczna w przyrodzie. Warszawa, 1924
- Toksykologja chemicznych środków bojowych. Warszawa: Wojskowy Instytut Naukowo-Wydawniczy, 1925
- Podstawy ratownictwa zatrutych gazami. Warszawa, 1926
- Walka chemiczna w przyrodzie. Wyd. 2. Warszawa: Tow. Obrony Przeciwgaz., 1926
- Toksyczne własności siarczków organicznych. Lekarz Wojskowy 11 (3/4), ss. 259-267 (1928)
- Iperyt. Warszawa: Wojskowy Instytut Naukowo-Wydawniczy, 1929
- Toksykologiczna klasyfikacja chemicznych środków bojowych. Główna Księgarnia Wojskowa, 1927
- Hormony płciowe. Biologja Lekarska 9 (8), ss. 293-337 (1930)
- Saponiny. Biologja Lekarska9, ss, 101-159, 1930
- Jod jako pierwiastek życiowy. Biologja Lekarska 10, ss. 53-95, 1931
- Synteza i rozkład hemoglobiny w ustroju. Biologja Lekarska 10, ss. 245-312, 1931
- Krzywa oddechowa. Lekarz Wojskowy 18 (1/2, 3/4, 5/6), ss. 12-22, 98-106, 184-195 (1931)
- O działaniu oligodynamicznem w sensie Naegeliego. Biologja Lekarska 11 (6), ss. 273-287, 1932
- O lipoidach. Biologja Lekarska 11, ss. 79-147, 1932
- Hormon trzustkowy. Biologja Lekarska 13 (2), ss. 1-34, 49-80, 99-122 (1934)